# Змеево (Московская область)
Змеево — деревня в городском округе Коломна Московской области. До 2017 года относилась к Акатьевскому сельскому поселению [[Коломенский район Московской области|Коломенского района]]. Население — 7 чел. (2010).

## География
Деревня Змеево расположена в 4 км к юго-западу от города Коломны. Ближайшие населённые пункты — деревни Щепотьево, Барановка и Семёновское.

## История
Упоминается в писцовых книгах XVI века 1577—1578 г (7086 г).

## Население
| 2002 | 2006 | 2010 |
| ---- | ---- | ---- |
| 0    | →0   | ↗7   |